# Bredene Koksijde Classic
A Bredene Koksijde Classic é uma competição ciclista profissional de um dia belga que se disputa na província de Flandres Ocidental, no mês de março. Entre 2002 e 2010 fez parte da Através de Flandres Ocidental, tendo em 2011 sido organizada como uma corrida de um dia com a designação de Handzame Classic fazendo parte do UCI Europe Tour, dentro da categoria 1.1. Em 2018 ascendeu à categoria 1.hc e em 2019 mudou a sua denominação para a atual com a mudança da chegada de Handzame para Koksijde.

## Palmarés

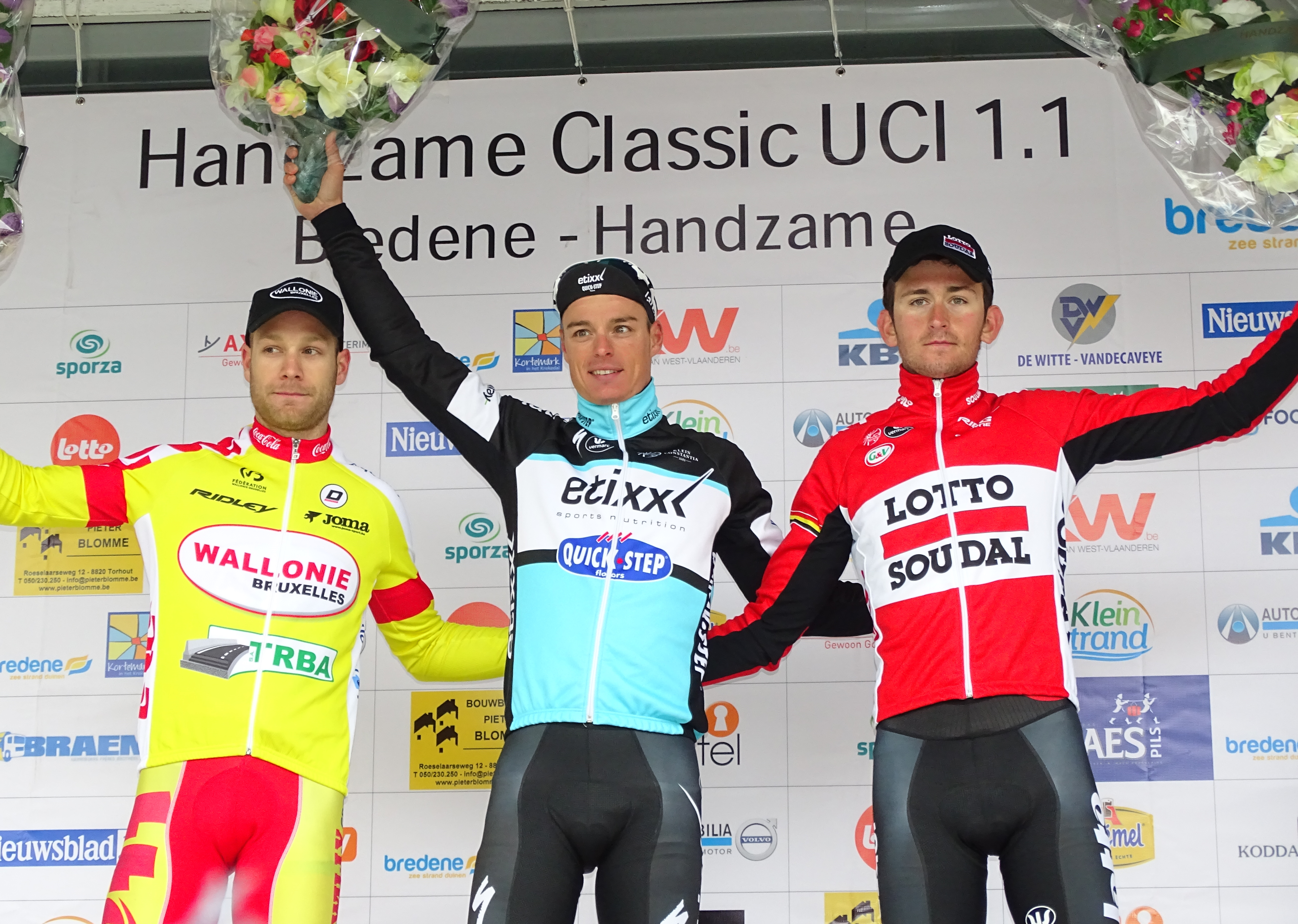
Handzame Classic de 2015: Antoine Demoitié (2), Gianni Meersman (1) & Tiesj Benoot (3).

| Ano                                    | Vencedor                                    | Segundo                                     | Terceiro                                    |
| -------------------------------------- | ------------------------------------------- | ------------------------------------------- | ------------------------------------------- |
| Etapa da Através de Flandres Ocidental |                                             |                                             |                                             |
| 2002                                   | Johan Museeuw                               | Jérôme Neuville                             | Remco van der Ven                           |
| 2003                                   | Jimmy Casper                                | Jaan Kirsipuu                               | Philippe Gilbert                            |
| 2004                                   | Jaan Kirsipuu                               | Fabrizio Guidi                              | Aurélin Clerc                               |
| 2005                                   | não realizada                               | não realizada                               | não realizada                               |
| 2006                                   | Robbie McEwen                               | Matti Breschel                              | Jeremy Hunt                                 |
| 2007                                   | Hans Dekkers                                | Jimmy Casper                                | Stefan van Dijk                             |
| 2008                                   | Yauheni Hutarovich                          | Aurélien Clerc                              | Jean-Patrick Nazon                          |
| 2009                                   | Danilo Napolitano                           | Bobbie Traksel                              | Denis Flahaut                               |
| 2010                                   | Robert Wagner                               | Bobbie Traksel                              | Jens Keukeleire                             |
| Handzame Classic                       |                                             |                                             |                                             |
| 2011                                   | Steve Schets                                | Kenny van Hummel                            | Niko Eeckhout                               |
| 2012                                   | Francesco Chicchi                           | Adam Blythe                                 | Marcel Kittel                               |
| 2013                                   | Kenny Dehaes                                | Kenny van Hummel                            | Danny van Poppel                            |
| 2014                                   | Luka Mezgec                                 | Theo Bos                                    | Edward Theuns                               |
| 2015                                   | Gianni Meersman                             | Antoine Demoitié                            | Tiesj Benoot                                |
| 2016                                   | Erik Baška                                  | Dylan Groenewegen                           | Gianni Meersman                             |
| 2017                                   | Kristoffer Halvorsen                        | Adam Blythe                                 | Kenny Dehaes                                |
| 2018                                   | Álvaro Hodeg                                | Kristoffer Halvorsen                        | Pascal Ackermann                            |
| Bredene Koksijde Classic               |                                             |                                             |                                             |
| 2019                                   | Pascal Ackermann                            | Kristoffer Halvorsen                        | Álvaro Hodeg                                |
| 2020                                   | não realizada devido à pandemia de COVID-19 | não realizada devido à pandemia de COVID-19 | não realizada devido à pandemia de COVID-19 |
| 2021                                   | Tim Merlier                                 | Mads Pedersen                               | Florian Sénéchal                            |
| 2022                                   | Pascal Ackermann                            | Hugo Hofstetter                             | Tim Merlier                                 |
| 2023                                   | Gerben Thijssen                             | Pascal Ackermann                            | Sam Welsford                                |
| 2024                                   | Luca Mozzato                                | Dylan Groenewegen                           | Gerben Thijssen                             |

### Palmarés por países
Atualizado após edição de 2024
| País          | Vitórias |
| ------------- | -------- |
| Bélgica       | 6        |
| Alemanha      | 3        |
| Itália        | 3        |
| Austrália     | 1        |
| Bielorrússia  | 1        |
| Colômbia      | 1        |
| Estónia       | 1        |
| França        | 1        |
| Países Baixos | 1        |
| Noruega       | 1        |
| Eslováquia    | 1        |
| Eslovênia     | 1        |